# Alianza de Caballeros
Alianza de Caballeros är en ort i Mexiko.   Den ligger i kommunen Victoria och delstaten Tamaulipas, i den centrala delen av landet, 500 km norr om huvudstaden Mexico City. Alianza de Caballeros ligger 253 meter över havet och antalet invånare är 365.
Terrängen runt Alianza de Caballeros är varierad. Runt Alianza de Caballeros är det ganska tätbefolkat, med 207 invånare per kvadratkilometer. Närmaste större samhälle är Ciudad Victoria, 12,1 km söder om Alianza de Caballeros. Runt Alianza de Caballeros är det i huvudsak tätbebyggt.